# Die beiden Gatten der Frau Ruth
Die beiden Gatten der Frau Ruth ist ein deutsches Stummfilmlustspiel von Rudolf Biebrach mit Henny Porten in der Titelrolle. Ihr zur Seite stehen der später vor allem als Lustspielautor bekannt gewordene Curt Goetz sowie Erich Schönfelder in den männlichen Hauptrollen.

## Handlung
Der Ingenieur und Forscher Dr. Robert Holversen wird in einem Brief gebeten, die Vormundschaft über die Tochter eines guten Freundes zu übernehmen. Die „Kleine“ heißt Ruth und ging bislang in eine Pension, die sie nunmehr verlassen wird. Holversen ist sehr mit seiner Arbeit eingespannt und bittet daher die in seiner Wohnung lebende Schwester, die entsprechenden Vorbereitungen für den Einzug des „Kindes“, dessen Alter niemand so genau weiß, zu treffen. Vorsichtshalber wird erst einmal ein Raum zu einem Kinderzimmer umgestaltet und für das Mädchen eine Puppe zum Spielen besorgt. Umso erstaunter ist Holversen nebst Schwester, als eine voll ausgewachsene reizende junge Dame erscheint, die ihre Kindheit bereits seit geraumer Zeit hinter sich gelassen hat. Dem Erstaunen weichen alsbald Zweifel, ob es denn nun schicklich sei, wenn eine Frau im besten heiratsfähigen Alter und ein unverheirateter Herr der Gesellschaft mit allerbestem Ansehen unter ein und demselben Dach wohnen. Unverheiratet! Nicht, dass plötzlich Gerede aufkommt! Zumal Ingenieur Holversen ein Interesse für Ruth entwickelt, das deutlich über die reine Vormundschaft hinausgeht…
Der Ausweg liegt klar auf der Hand: die beiden sollen heiraten, damit so schnell wie möglich abhanden gekommene Sitte und Anstand wieder hergestellt werden können. Gesagt, getan. Doch bald muss Ruth erkennen, dass ihr Göttergatte durch und durch Forscher und Gelehrter ist. Bald hat er kaum noch Zeit für die frisch Angetraute und versinkt komplett in seinen Studien. Da trifft es sich gut, dass Baron Alfred Alberg, ein Freund des Hauses, zu Besuch weilt und die alleingelassene Ruth sich von dem weltgewandten Lebemann nur allzu gern ablenken lässt. Dies passt ihrem Mann wiederum überhaupt nicht, zumal Ruth Gefallen an dem Baron findet und sogar bereits von Scheidung spricht! Jetzt fehlt nur noch ein Scheidungsgrund. Ruth hat eine „glänzende“ Idee: sie bittet ihren Noch-Ehemann während einer Soirée ihr coram publico eine heftige Ohrfeige zu geben, was dieser auch liebend gern tut. Jetzt aber wird Ruth plötzlich eifersüchtig auf Robert, weil er die Situation nützen möchte, mit einer anderen Dame anzubandeln. Ruth ist damit überhaupt nicht einverstanden und geht statt ihrer zum verabredeten Treffpunkt, wo sie, unter einem Schleier versteckt, auf ihren verdutzten Ehemann trifft. Schließlich wendet sich alles zum Guten, und die beiden Jungvermählten versöhnen sich. Holversen erklärt Ruth, dass das Date mit jener ominösen anderen Dame fingiert gewesen war, einzig, um Ruth zurückzugewinnen.

## Produktionsnotizen
Die beiden Gatten der Frau Ruth entstand im Spätfrühling 1919 im Ufa-Messter-Atelier in Berlin-Tempelhof, besaß vier Akte und war bei seiner Uraufführung am 25. Juli 1919 in Berlins Mozartsaal 1331 Meter lang. Nach der Neuzensurierung am 13. Januar 1921 wurde der Film auf 1143 Meter gekürzt. Ein Jugendverbot wurde erteilt.
Die Bauten entwarf Kurt Dürnhöfer und wurden von Jack Winter ausgeführt. Für den Drehbuchautor Henrik Galeen, einem Spezialisten für phantastische Filmstoffe, war dieser Streifen einer seiner ganz wenigen Ausflüge in das Komödienfach.

## Kritik
„Es ist merkwürdig, wie Henny Porten immer wieder neue, stets entzückende Ausdrucksmöglichkeiten an den Tag legt. So ist auch in diesem Stück der Erfolg auf ihr Minenspiel [sic!], ihre Bewegung und ihrer Gebärdensprache aufgebaut. Wen auch die derb-drastische Wirkung nach Lachsalven umgrenzt bleibt, so nötigt der Stoff in seiner Gänze doch ein stetes inneres wie äußeres Lächeln ab, das eben aus der Freude an Henny Portens heiterer Muse entspringt.“